# Херрман, Зигфрид
Зигфрид Херрман (нем. Siegfried Herrmann; 7 ноября 1932, Унтершёнау, Гессен-Нассау, Веймарская республика — 14 февраля 2017, Эрфурт, Тюрингия, Германия) — восточногерманский легкоатлет, бронзовый призёр Европейских легкоатлетических игр в помещении в Дортмунде (1966), мировой рекордсмен в беге на 3000 м (1965).

## Спортивная карьера
В 1951—1953 гг. он был успешным лыжником, прежде чем посвятил себя легкой атлетике. До 1951 года выступал за спортивное общество «Красно-Белые» (Унтершёнау), в 1951—1953 гг. за «Трактор» (Унтершёнау). Затем он перешел в SC Chemie Halle, а с 1962 г. защищал цвета SC Turbine (Эрфурт).
В составе олимпийской сборной объединенной Германии в Мельбурне (1956) получил разрыв ахиллова сухожилия на дистанции 1500 м и выбыл из соревнований. 5 августа 1965 г. он установил мировой рекорд в беге на 3000 м в Эрфурте с результатом 7: 46,0 мин. В 1966 г. он выиграл серебряную медаль на Европейских играх в закрытых помещениях в Дортмунде в забеге на 3000 м. На чемпионате Европы в Стокгольме (1958) занял шестое место в забеге на 1500 м, через четыре года в Белграде (1962) стал седьмым на дистанции 5000 м. Также принимал участие в летних Олимпийских играх в Токио (1964). В заключительные годы карьеры вследствие травм переключился на стайерские дистанции. 
Являлся восьмикратным чемпионом ГДР:
- трижды на 5000 м (1964, 1965 и 1966)
- на 10000 м (1966)
- в спринтерском кроссе (1960 и 1961)
- в кроссе на длинной дистанции (1964 и 1966).

Его брат, Хуберт Херрманн, был чемпионом ГДР на дистанции 1500 м (1954). 

## Дальнейшая карьера
Получил профессию плотника и промышленного мастера, заочно окончил Немецкий университет физической культуры в Лейпциге, получив квалификацию учителя физкультуры и тренера. С 1976 г. занимался легкоатлетической подготовкой спортсменов Эрфурте, включая олимпийского чемпиона 1980 г. Хартвига Гаудера. Завершил тренерскую деятельность в 2000 г. 